# Lagozza di Besnate
La Lagozza di Besnate è un sito archeologico situato nel territorio del comune di Besnate, in provincia di Varese.

## Origine del nome
L'idronimo lagozza è una denominazione poco comune e sembra sia stata unicamente riservata a designare bacini palustri non molto estesi, cioè stagni e torbiere. È molto probabile che tale denominazione derivi dal termine dialettale lombardo lagass, cioè lagazzo.

## Il sito archeologico
La Torbiera della Lagozza, è una caratteristica area di 40000 m2 situata a circa 1 km a nord-ovest di Besnate. Con la Frazione di Besnate faceva parte del comune di Arsago ed insieme vennero aggregati al Comune di Jerago con la legge n° 854 del 26 maggio 1872 che entrò in vigore il 1º agosto dello stesso anno.
Fino al 1877 nessuno avrebbe mai pensato che tanti anni prima alla Lagozza fosse esistita una civiltà, detta poi appunto Civiltà della Lagozza. In quell'anno, il conte Carlo Ottavio Cornaggia-Castiglioni, scoprì per caso l'esistenza di un'antica stazione palafitticola. Ma per la scoperta ha una sua particolare narrazione storica.
Di certo la Lagozza di Besnate era un luogo considerato malsano ed inadatto ad una qualsiasi utilità a causa dell'acqua stagnante che formava una vasta palude ed acquitrini.
Un primo tentativo di bonifica della Lagozza fu fatto nel 1817 quando sì tentò di piantare alberi di ontani per creare un bosco, ritenendo che con lo scavo di un canale, si potesse elevare il fondo adoperando il materiale scavato. Purtroppo lo strato torboso del sottosuolo rese vano quel primo tentativo.
La proprietà della Lagozza era degli Arrigoni, una nobile famiglia lombarda, e nel 1875 passò al conte Cornaggia Castiglioni, persona intelligente e sollecita nei miglioramenti agricoli. In questo stesso anno il conte fece riprendere i lavori di bonifica iniziati più di 50 anni prima. L'idea era di asportare lo strato torboso del terreno per renderlo coltivabile, in tal modo, avrebbero potuto utilizzare la torba estratta come materiale combustibile ed il bacino prosciugato sarebbe stato un fertile terreno.
Questo era un procedimento già collaudato; infatti la vicina Lagozzetta che copriva un'area di 10000 m2, era stata prosciugata, tra il 1872 e il 1875, con l'estrazione di uno strato torboso - circa due metri di spessore -. Sotto lo strato di torba furono trovati molti tronchi e rami di grossi alberi disposti in modo che era facile intuire d'essere caduti per cedimenti delle colline circostanti: le chiome erano al centro, le radici erano rivolte verso i bordi esterni del bacino. Questa è una spiegazione semplice, attribuita ai fenomeni naturali, ma potrebbe darsi che sia stato un modo utilizzato dai primitivi abitatori del luogo per elevare il fondo del bacino e ottenere una base per le loro capanne. Se venisse suffragata l'ipotesi, l'abitato sarebbe di tipo lacustre, e non palafitticolo , come per l'attigua Lagozza.